# Marradong
Marradong è una città semi-abbandonata situata 8 km a sud di Boddington nell'Australia Occidentale, lungo la strada da Pinjarra a Williams.

## Storia
Marradong fu il centro principale nella regione fino al 1920, essendo stata colonizzata dalle famiglie Batt, Pollard e Fawcett, e ospitando un emporio, un ufficio postale, hotel, chiesa, ufficio telegrafico e scuola con una aula. Dopo l'arrivo della ferrovia a Boddington, la maggior parte delle infrastrutture si trasferì lì, e dal 1930 Marradong fu grandemente abbandonata.
Tutto quello che rimane della città è la piccola Chiesa Anglicana di S.Albans e relativo cimitero (1894), poche vecchie case in vario stato di conservazione e qualche albero di palma che una volta era fuori dell'Hotel Laura. Il palazzo dell'agricoltura fu demolito nel 1989 e una piccola stazione dei vigili del fuoco è in costruzione al suo posto.
La località è oggi abitata da agricoltori locali che producono principalmente lana, ovini, bovini, fieno, orzo, avena, lupini, colza e legname.